# Вудлендс (Каліфорнія)
Вудлендс (англ. Woodlands) — переписна місцевість (CDP) в США, в окрузі Сан-Луїс-Обіспо штату Каліфорнія. Населення — 1933 особи (2020).

## Географія
Вудлендс розташований за координатами 35°1′44″ пн. ш. 120°33′9″ зх. д. / 35.02889° пн. ш. 120.55250° зх. д. (35.028879, -120.552391).  За даними Бюро перепису населення США в 2010 році переписна місцевість мала площу 4,28 км², уся площа — суходіл.

## Демографія
Згідно з переписом 2010 року, у переписній місцевості мешкало 576 осіб у 271 домогосподарстві у складі 217 родин. Густота населення становила 134 особи/км².  Було 421 помешкання (98/км²).
Расовий склад населення:
| - 93,9 % — білих - 3,1 % — азіатів - 1,2 % — чорних або афроамериканців - 0,2 % — вихідців з тихоокеанських островів |

До двох чи більше рас належало 1,0 %. Частка іспаномовних становила 4,7 % від усіх жителів.
За віковим діапазоном населення розподілялося таким чином: 6,6 % — особи молодші 18 років, 67,0 % — особи у віці 18—64 років, 26,4 % — особи у віці 65 років та старші. Медіана віку мешканця становила 59,2 року. На 100 осіб жіночої статі у переписній місцевості припадало 93,9 чоловіків;  на 100 жінок у віці від 18 років та старших — 96,4 чоловіків також старших 18 років.
Середній дохід на одне домашнє господарство  становив 179 656 доларів США (медіана — 161 111), а середній дохід на одну сім'ю — 198 620 доларів (медіана — 162 679). 
Цивільне працевлаштоване населення становило 287 осіб. Основні галузі зайнятості: фінанси, страхування та нерухомість — 42,5 %, мистецтво, розваги та відпочинок — 12,9 %, науковці, спеціалісти, менеджери — 9,1 %, освіта, охорона здоров'я та соціальна допомога — 9,1 %.